# こわれた腕環
『こわれた腕環』（こわれたうでわ、原題: The Tombs of Atuan）は、アメリカの作家アーシュラ・K・ル＝グウィン（1929年 - 2018年）が1971年に発表したファンタジー小説。『影との戦い』（1968年）に続く『ゲド戦記』シリーズの第二作である。なお、シリーズ名『ゲド戦記』の表記は日本語版独自の呼び名であり、英語版では "Books of Earthsea"、"Earthsea Cycles" などと呼ばれる。
架空の世界アースシーを舞台にした『こわれた腕環』は、カルカド帝国に生まれた少女テナーの物語である。大巫女の生まれ変わりとされた彼女は、まだ幼いころに家族から引き離されてアチュアンの墓所で「名なき者たち」に仕え、孤独な生活を送る。ところが前作『影との戦い』の主人公ゲドの登場によって彼女の世界は一変する。ゲドは、伝説の護符の分かれた半分を取り戻すために墓所に潜入し、テナーは彼を墓所の地下迷宮に閉じ込める。しかし、受けた教えに従わずゲドを生かしておいたことで、テナーは彼を通じて外の世界を知り、名なき者たちへの信仰と自分の役割に疑問を抱き始める。『影との戦い』と同様に、『こわれた腕環』もテナーの成長とアイデンティティーを探求する教養小説である。
本作では、カルガド人の文化についての人類学的観点を示しつつ、神権政治の下で家父長制社会に奉仕する巫女崇拝という文脈において、教義と信仰、ジェンダーと権力のテーマも扱っている。また、英雄的な探求の物語という叙事詩的要素を『ゲド戦記』シリーズの他の作品と共有しているが、女性の主人公と浅黒い肌の主要キャラクターを登場させ、当時のファンタジー分野の作品に見られる常套的な要素のいくつかを覆している。
『こわれた腕環』は、単行本に先駆けて短縮版が『ワールド・オブ・ファンタジー』誌1970年冬号に掲載され、単行本は1971年にアテネウム・ブック社から出版された。作品は好評を博し、1972年のニューベリー賞名誉賞を受賞した。
物語は、テナーのキャラクターやル＝グウィンの文章、そしてカルカド人とアースシーの他の地域の人々との文化的な違いを「繊細に」描いていると論評されている。宗教的テーマと倫理的問題の探究については称賛を受けたが、ジェンダーの扱いに関しては、女性の主人公を創り出したものの、男性優位の枠組みの中にあるという批判もあった。とはいえ、この小説は「美しく書かれており」 、「有意義な女らしさの探究」であると評されている。
（以下、シリーズ全体の背景、翻案については、『影との戦い』も参照のこと。）

## 文脈と設定

アーシュラ・K・ル＝グウィン（1995年）。

アースシーの世界は多島海（アーキペラゴ）と呼ばれる島々の集まりである。物語に語られる歴史では、島々は古代の神または英雄とされるセゴイによって海の底から持ち上げられたとされる。この世界には人間と竜が住んでおり、人間の中にはまじない師や魔法使いが含まれる。
ル＝グウィンが1964年に発表した短編では、魔法の扱いなどアースシー世界の重要な概念の初期設定が見られる。
アースシーは産業革命以前の社会であり、広い多島海には多くの文化がある。登場人物のほとんどは、島々の大半に住んでいる浅黒い肌をしたハード語族である。
『こわれた腕環』では、これらハード語族の文化と対立し、アースシーの東に位置するカルガド帝国の文化の違いの描写などに、ル＝グウィンの文化人類学への精通ぶりが現れている。
彼女が描くアースシーは、北欧神話やアメリカ先住民の伝説の影響が見られ、とくに金髪碧眼のカルガド人が崇拝する兄弟神には、北欧伝承の影響が明らかである。
また、アースシー世界における宇宙の「均衡」という考え方には、ル＝グウィンが関心を寄せていた道教からの影響が見て取れる 。ここでは、魔法は善にも悪にもなる力として描かれる。この世界が微妙な均衡の上に成り立っていることを、アースシーの住民の多くは自覚しているが、『ゲド戦記』の初期三部作ではそれぞれ何者かによってこのバランスが崩される。

### カルガド帝国
東の島々の一部には、白い肌を持ち、ハード語族を邪悪な魔術師とみなすカルガド人が住んでいる。彼らは多島海の他の地域とは異なり、宇宙の均衡や魔法を信じていない。一方で、カルガド人はハード語族から野蛮な民族と見なされている。
カルカド人は独特の文化と地理を持っている。例えば、彼らは文字を邪悪な習慣として使わない。
カルガド帝国は神権政治であり、君主である大王は、「名なき者たち」の力すなわち「闇、破滅、狂気の力」を代表していると主張する。
その社会は軍国主義的かつ家父長的なものとして描かれている。ル＝グウィンは、名もなき者たちと彼らに仕える一人の大巫女によって大王は権威を維持しているが、実のところ大王は彼らを信じていない、と述べている。
カルガド人について、文学者たちは組織化された宗教や階級制においてアメリカ人との類似を指摘している。
カルガド人は死ぬと身体は滅亡するが、霊魂は不滅であり永遠に生まれ変わることができると信じている。こうした転生思想にアメリカ先住民の思想の影響を見ることが可能である。同様に、東洋にもチベットのダライ・ラマのように生まれ変わり神話がある。

### エレス・アクベの腕環
ゲドが探求しているエレス・アクベの腕環とは、かつて「うるわしのエルファーラン」が身につけていたと言われ、後にエレス・アクベが所持していた環である。それが何のために作られたかを知るものはいない。
環は硬い銀製で、穴が9つ開いている。外側には波のような模様が描かれ、内側には力を秘めた9つの神聖文字が刻印されていたが、半分に割れたときに「つなぎの文字」が破壊され、国々を結びつける力が失われたために、以来アースシー世界での争いが絶えないとされている。
『影との戦い』において、ゲドは影を追跡中に孤島に漂着し、年老いた兄妹の世話になるが、このとき老婆から装身具の片割れを受け取る。後にセリダーの竜から、それがエレス・アクベの環の半分であることを知らされていた。

### アチュアンの墓所
アチュアンの墓所は、カルガド帝国を構成する4つの島のひとつで、多島海の中でも「古の大地の霊」の崇拝で知られるアチュアン島にある。墓所は地上と地下の二重構造であり、地上には多島海世界が創造され、大地が海から浮上したときに建てられたという9基の墓石が並び立っていたが、まっすぐ立っているのは1基のみで、残りは傾き、あるいは倒れている。地下には「名なき者たち」が住む地下墳墓とそれにつらなる迷宮が広がっている。名なき者たちとは、光が創造される前に存在する原初の力、太古からの死者たちの堆積した霊である。迷宮は一切の光が禁じられた闇の空間となっている。
墓所の中心には「玉座の間」と呼ばれる古代の神殿があるが、屋根にはひびが入り丸天井は崩れていて荒廃しており、中央にある巨大な玉座には座すものもいない。墓所のすぐ近くには玉座の間と対照的に壮麗な神殿が二つあり、帝国の祖先である大王と兄弟神をそれぞれ祀っている。これらは名なき者たちへの古い信仰が廃れつつあり、一方で新しい時代の帝国が強大化・世俗化していることを示す。

## 主要登場人物
（以下の固有名詞の表記は、清水真砂子翻訳による岩波書店版に従う。）
- アルハ（テナー）：アチュアン神殿の大巫女。代々の大巫女の生まれ変わりと信じられている。
- サー：アチュアンの兄弟神の神殿に仕える第一巫女。アルハの教育係。
- コシル：アチュアンの大王の神殿に仕える巫女。アルハの教育係。
- ゲド：魔法使い。エレス・アクベの腕環の失われた半分を探してアチュアンを訪れる[27]。

## プロットの概要
物語の主人公は、カルガドの島アチュアンで生まれた少女テナーである。彼女はアチュアンの墓所の大巫女が亡くなった日に生まれており、大巫女の生まれ変わりだと信じられている。テナーは5歳のときに家族から引き離され、墓所に連れて行かれる。
墓所の儀式によって彼女の名前は取り除かれ、「喰らわれし者」を意味する「アルハ」と呼ばれることになる 。6歳で彼女は「名なき者たち」に奉仕するための象徴的な犠牲を伴う儀式を受けた。彼女は自分の小さな家に移り、使用人の宦官マナンからは愛情を注がれた。アルハの幼少期は孤独であり、マナン以外の数少ない友人は同い年の巫女ペンセだった。アルハは巫女のサーとコシルから務めの訓練を受けた。サーは彼女に対して厳格だったが公平だった。コシルはアルハを軽蔑しており、名なき者たちを自分の権力に対する脅威とみなしていた。アルハが14歳になると、墓所における最高位の巫女として、その地位と責任のすべてを引き受けることになった。カルガド帝国の大王の命によって囚人たちが墓所に送られ、アルハは彼らの殺害を命令するよう求められる。彼女は囚人たちを餓死させたものの、このことで長い間苦しむ。サーが高齢のために亡くなると、アルハはさらに孤立を深めていく。
ある日、（『影との戦い』の主人公）魔法使いゲドを地下墓地で発見したことによってアルハの日常は一変する。彼女はゲドを出し抜いて扉を閉め、彼を迷宮に閉じ込める。
迷宮の中で疲れ果てて倒れたゲドを、アルハは鎖でつなぐ。しかし彼女はゲドを殺さずに尋問し、彼が長い間失われていたエレス・アクベの腕環の半分を求めて墓所に来たことを知る。それは何世紀も前に壊されており、アースシーに平和をもたらすという魔法の護符だった。
アルハは、外の世界について話すゲドに惹かれ、彼を囚人として捕らえておきつつも食事と水を与える。
しかし、コシルがゲドの存在を知り、アルハは彼を生贄にすることを約束せざるを得なくなる。彼女はゲドを迷宮の宝物庫に入れて隠し、コシルを欺くためにマナンに命じて地下に偽の墓を掘らせる。ゲドは彼女をテナーと呼び、彼女は自分の名前を取り戻す。
テナーはコシルと公然と口論し、コシルは名なき者たちは古びて力を失ったと主張する。彼女はコシルを呪い、迷宮へ向かうが、その途中でコシルが偽りの墓を暴こうとしているところを目にする。宝物庫で、彼女はゲドにすべてを打ち明ける。彼はそこでエレス・アクベの腕環の残り半分を発見していた。ゲドは彼女に、名なき者たちは神ではなく、奉仕を受けても見返りを与えずなにも生み出さないと語り、自分を主たちに引き渡してアルハでいるか、彼とともにアチュアンを去ってテナーになるか、どちらかを選ばなければならないと告げる。ゲドは自分の真の名をテナーに明かし、分かれていた腕環を一つにする。テナーはゲドとともに行くことを決意する。
二人は迷宮から脱出する。テナーを探しに来たマナンはゲドに襲いかかり、迷宮の淵に転落する。墳墓は崩れ始めるが、ゲドは自分たちが墓所を去るまで崩落を支え続けた。テナーとゲドは小舟「はてみ丸」が隠された海岸に向かう。潮待ちの間、彼女はゲドを殺して元の主に再び仕えたいという気持ちに駆られるが、ゲドの声を聞いて怒りが消える。やがて二人はハブナーに到着し、凱旋を果たす。

## 出版と評価

### 出版
ル＝グウィンは当初、『影との戦い』を単独の小説とするつもりだったが、物語中で未解決のまま残された部分を考慮して『こわれた腕環』を書き、その後三作目の『さいはての島へ』を執筆した 。
学者らは、『こわれた腕環』が書かれた時期に高まりを見せていたアフリカ系アメリカ人公民権運動やベトナム反戦運動が本書の構成に微妙な影響を与えたと考えている。小説はフェミニズム中心ではないものの、ル＝グウィンが女性を主人公に選んだことは、ウーマン・リブへの支持の表れと考えられた。さらに、物語の中でテナーが自分の信仰に疑念を募らせていく姿は、人種差別やベトナム戦争に対して抗議し始めた人々の懸念とも比較されている。
『こわれた腕環』は『ワールド・オブ・ファンタジー』誌の1970年冬号に短縮版が掲載、完全版は1971年にアテネウム・ブックから出版された。
『影との戦い』に続く『ゲド戦記』初期三部作の二作目であり、その後第三作『さいはての島へ』が1972年に刊行された。
『こわれた腕環』は20以上の言語に翻訳され、再版を重ねている。

### 評価
『ゲド戦記』シリーズの最初の三作は、出版当時、児童書として高い評価を受けた。
『影との戦い』、『こわれた腕環』、『さいはての島へ』のオリジナル三部作が児童文学として分類されたことについては、バーバラ・バックナルをはじめ多くの批評家から批判された。バックナルはこの物語が「私たちがどの年齢であろうとも直面する問題を扱っており、時代を超えたもの」であり、子供から大人まで読むことができると述べた。
このシリーズが大人向けの文学としても認められるようになるには、四作目の『帰還』（1990年）の出版とともに数十年の歳月を要した。
2001年にはさらに『ドラゴンフライ（日本語旧タイトル『ゲド戦記外伝』）』と『アースシーの風』の二作が出版された。『帰還』とこの二つの作品とを合わせて「第二の三部作」と呼ばれることもある。
『帰還』においては、テナーの権力と地位が『こわれた腕環』とは逆転しており、『こわれた腕環』の書き直しまたは再構築作品とも言われる。

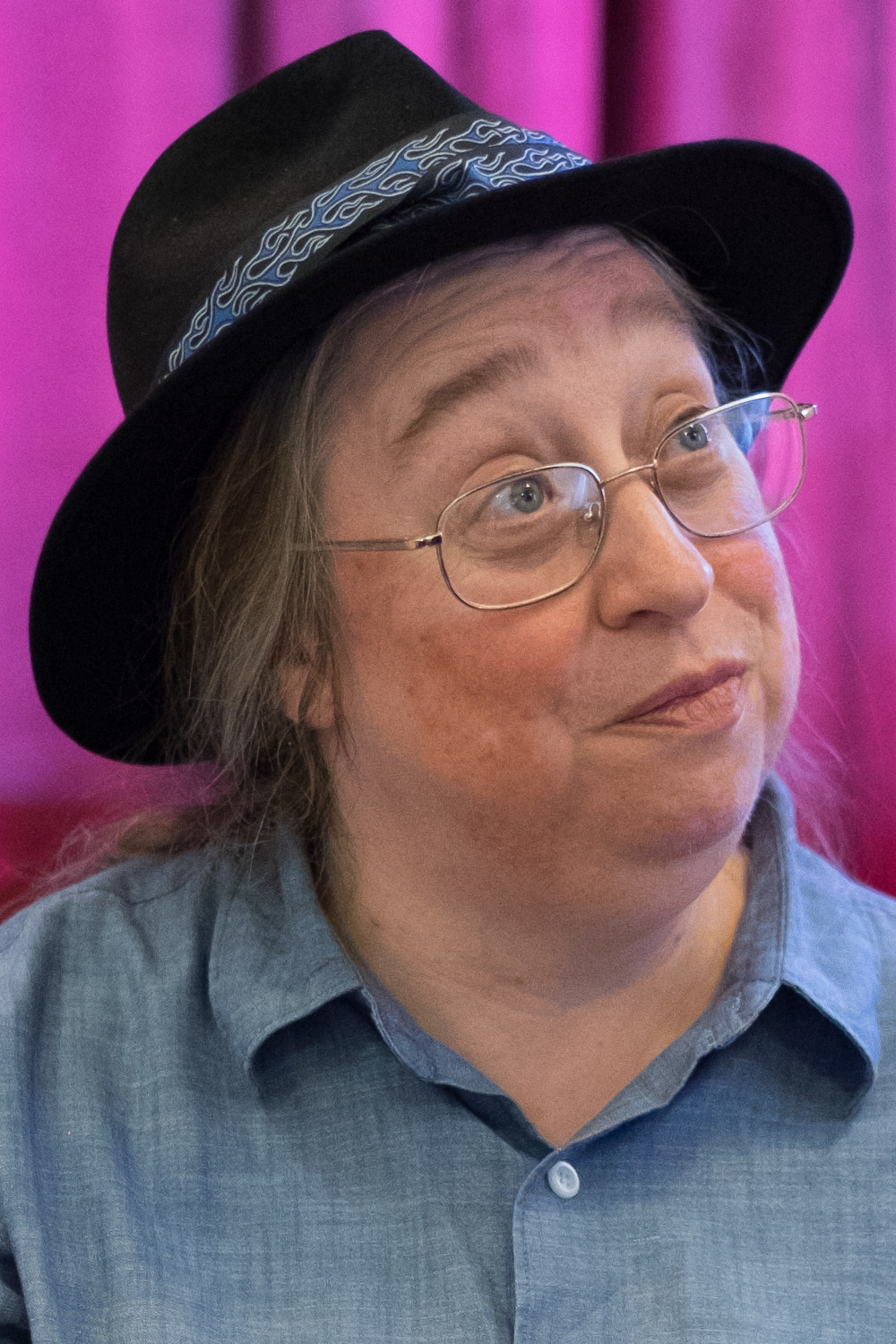
ジョー・ウォルトン（2014年）

『こわれた腕環』は1972年にニューベリー賞名誉賞（佳作）を受賞したが 、出版から20年後に国際児童文学協会のフェニックス賞の次点（栄誉賞）になるまで、他に主要な賞は受賞していない。
出版当時、イギリスの批評家ナオミ・ルイス（1911年 - 2009年）は本作を「並外れた本」と呼び、文学者のアンドリュー・ウォークはこのシリーズを「ファンタジーの名作」と呼んだ。
小説の文体は称賛され、1996年に出版されたSF解説書は、このシリーズが道徳、権力、アイデンティティなど深刻なテーマを探求する「きびきびした語り口」によって、最高のファンタジーのひとつだと評した。
SF作家のジョー・ウォルトン（1964年 -）は、本作を「美しく書かれた作品」だとし、さらに「もっと劣った作家」であれば地震と墓所の崩壊でこの小説を終わらせただろうが、ゲドとテナーの旅についての最後の章で「地に足をつけ」、「いつもながらしっかりと固めて根を張った」と述べた。
推理小説研究家マイク・キャデンは、小説の登場人物描写を称賛し、テナーについて「『ゲド戦記』シリーズ中、そしておそらくル＝グウィンのすべての作品の中でもっとも素晴らしく複雑さを持ったキャラクター」と呼んだ。
しかし、文学者のサンドラ・リンドウは、小説の結末、とくにゲドとテナーの関係は物足りないと述べた。
2016年のハフポストの書評は、本作の宗教的テーマを称賛し、「ル＝グウィンは、宗教的信念がどのようにして人生を切り開き、人生に意味を与えることができるかを巧みに描いている」と述べた。
一方、「エンターテインメント・ウィークリー」は、この作品を「こっそり飛び道具を放つ（stealth-missile）文学の古典であり、ファンタジー・アドベンチャーでありながら、実はフェミニスト・ホラー・スリラーでもある。」と紹介している。

## 主人公

### テナー
『こわれた腕環』の主人公は少女テナーである。彼女はカルガドのアチュアン島で生まれたが、その後名なき者たちの大巫女として奉仕するために連れ去られた。
彼女は太古の昔から墓所に住んでいる大巫女の生まれ変わりだとされる。彼女はこれを信じていたが、物語の後半に至り、この考えに疑念を抱くようになる。
本書の大部分において、彼女はアルハすなわち「喰らわれし者」と呼ばれており、個人としての彼女のアイデンティティは徐々に失われる。
彼女は精神力と想像力の持ち主として描かれるが、巫女たちによって成長が阻害される。彼女の感情は抑圧され、迷宮以外に心をさまよわせる場所がない。
ゲドを罠にかけたことで、彼女はアースシーの他の地域についての話を聞くことができ、不毛な墓所の外での生活を望むようになる。
ゲドから名前を呼ばれた彼女は翌朝、空高く輪を描いて舞う鳥を見ながら小声でつぶやく。「わたしはテナー。」、「わたしは名前をとりもどした。私はテナーなんだ！」と。
テナーは、ゲドとともに成長する複数のキャラクターのひとりである。『こわれた腕環』において、テナーはゲドと二人組となる。二人が力を合わせることで、より強力なコンビネーションが生まれる。
『ゲド戦記』シリーズの第4作『帰還』では、彼女のゴント島での生活と、ゲドとの再会と絆がテナーの視点から語られる。この作品に登場するテルー（後のテハヌー）はテナーに依存しているように見える。
テナーは、シリーズ第6作『アースシーの風』にもう一度登場する。

### ゲド
通称「ハイタカ」と呼ばれるゲドは、エレス・アクベの腕環の失われた半分を求めて物語の中盤から登場する。前作『影との戦い』では彼は青年だったが、この作品ではテナーの世界観を変えることができる成熟した人物として描かれている。
テナーが彼を殺さずに話すことを選択したことで、彼は彼女が知らなかったアースシーの世界について語り、そうすることで彼女に見えなかった困難から抜け出す方法が見えるようなる。
また『影との戦い』においてゲドが影に襲われて負った傷痕は、テナーがしたことのない方法で彼が死に直面したことを彼女に覚らせる。
『こわれた腕環』では、ゲドは主人公にとって賢明な救助者の役割を果たしており、これはル＝グウィンの小説によく見られる仲間のタイプである。ゲドはテナーを救うが、同時にテナーから救われる、と清水は述べている。
これに対し、文学者のエリザベス・カミンズは、ゲドは実際にはテナーを救っていないが、「彼女の再生における産婆役を務めた」と述べている。
ゲドは、テナーに広い視野をもたらし、それまでの経験からは想像もできなかったような思いやりと喜びのある世界を見せる役割を担っている。
墓所の人々とは対照的に、ゲドは男性で、肌が黒く、魔法使いである。つまりこの小説における「他者」の象徴となっている。ゲドのこうした違いは、多くの場面で光によって象徴的に示される。例えば彼が杖の先の明かりによって墓の内部を照らしたとき、テナーはその場所が美しい空間であり、ただの闇ではなかったことを知って衝撃を受ける。

## 主題

### 成人
シリーズ前作『影との戦い』と同様に、『こわれた腕環』も教養小説あるいは成長物語だが、本作では女性キャラクターであるテナーの視点から描かれる。
ル＝グウィン自身はこの物語の主題は端的に「性」だとしつつ、次のように述べている。
より正確には、女性が成人することと呼んでもいいでしょう。誕生、再生、破壊、自由が主題です。
ゲドの旅が主として個人的な探究だったのとは異なり、テナーの選択は社会に直接的影響を及ぼす。
名目上は大きな権威を持つ立場にいながら、テナーは巫女の職務を窮屈に感じており、自分で選択できる場所への逃避を望んでいる。
『影との戦い』でゲドの成長は、彼が経験するさまざまな冒険を通じてたどることができるのに対し、テナーの進展は、彼女自身の領域の探求を通じて示される。とくに曲がりくねった地下迷宮は、彼女の思考経路の比喩になっている。
迷宮は女性の監禁、闇、そしてテナーの中の知られざる思いを象徴しており、処刑のために送られてきた囚人たちを殺した罪悪感から彼女は苦悩し始める。
この事件から彼女は病に倒れ、悪夢に悩まされるようになる。これは彼女が「喰らわれし者」となる儀式を受けても、彼女の人格と人生への関心の一部が残ったことを示唆している。
彼女は自分の信仰（小説のもう一つの重要なテーマ）に疑問を抱き、信仰とは別の自分自身の感覚を養い始める。その過程で彼女はゲドから助けらることになる。
彼女は長い間、自分の矛盾した考えに苦しんでいた。ゲドを生かしておくのは彼女が受けた教えや彼女が仕えている力に反し、彼を生贄にするのは彼女に芽生えた生命の尊重に反することになる。
この結果訪れる重要な瞬間は、ゲドが彼女を真の名で呼び、アルハとして墓所に留まるのか、テナーとなってアースシーの広大な世界に足を踏み入れるのかどちらかを決断するように促したときである。
その後、彼女は窒息する悪夢を見るが、エリザベス・カミンズによればこれは女性の成長物語によく見られるモチーフである。
彼女が脱出し、名なき者たちが引き起こした地震によって墓所が倒壊した後も、闇が彼女に及ぼす支配は消えていない。彼女は自分の苦痛をゲドのせいにして、彼を殺そうと考えるが、やがて自分の行為に対する罪悪感を受け容れるようになる。それまで彼女が巫女としてとった行動には選択の余地がなかったが、今ではそうした行為から離れることも選択できるようになった。とはいえ、「自由は重い荷物である」。
『ゲド戦記』シリーズの日本語訳者である清水真砂子（1941年 -）によれば、困難を知りつつ自由を選んだ少女がなおためらい、選んだものの重さに打ちひしがれそうになっている姿は、真の自立の難しさを読者に示している。奴隷のままでいることや、「たとえ滅びにつながろうとも、闇に身を置き、狂気に身をゆだね、一時の安逸をむさぼり食らっている」方がどんなにか楽であり、私たちの人生はそのような誘惑に満ちているが、だからこそこの作品は人間らしく生きることの何たるかを読み手に深く考えさせる。
心の葛藤を乗り越えて自らのアイデンティティーを取り戻したテナーは、等身大の自分として真の自由を噛みしめながら自分の足で歩き出す。
ル＝グウィンは、小説の最後を次のような心強い文章で締めくくり、テナーが自分の人生に新たなつながりを見出せたことを示唆している。
聖学院大学の松本祐子は『こわれた腕環』は、「一人の女として、自分自身であることを受け入れたテナーの始まりの物語なのである。」と述べている。
同時に、小説の結末はゲドが成熟した魔法使いとして引き受けた使命の成功を示しており、シリーズ当初の三部作を通じて、彼のキャラクターがどのように成長したかを描く物語の一部をなしている。したがって、『こわれた腕環』はテナーだけでなくゲドの成人過程の一環でもある。
なお、ゲドとテナーは、本作では結ばれない。愛知淑徳大学の後藤秀爾は、結婚という安易なハッピーエンドを避けたことで、親代わりと家とをともに喪失するという大きな犠牲を払い、葛藤しながらテナーがたどりついた場所についての疑念が読者に残ると述べている。その疑念に答えたのが第四作目の『帰還』だが、この作品では結婚が人生の通過点に過ぎないことがわかってくる。

### 教義と信仰
教義と深い信仰の概念はこの小説の大きな部分を占めており、本書のもうひとつのテーマであるアイデンティティと関連している。物語全体を通じて、名なき者たちとその力への信仰と、人の好奇心と懐疑心との間には緊張関係がある。
カルガドの文化における伝統と信仰の重要性は、テナーが家族から引き離され、墓所の大巫女に選ばれたことで強調される。このとき、テナーの母親は巫女たちを騙そうとして娘が皮膚病に罹っているように見せかけたが失敗した。解説者たちによれば、このエピソードはある種普遍的な衝動によって「文化的要請」への抵抗が生じる場合があることを示している。テナーの母親は娘を守るためなら規則を破ることも厭わない。
魔法や儀式を「古い言葉」に頼るアースシーの他の地域とは異なり、カルガド地方では独自の言語が使用されており、儀式では意味を失った言葉が繰り返される。巫女たちによるこのような詠唱以降、ル＝グウィンの描写は、カルガド人の信仰が無意味な言葉と儀式にすぎないことを示す。
「名なき者たち」は、カルガドの神々として崇められている。このため、すべての物には名前があるというゲドの主張は、アルハの信仰心を揺るがす働きをする。
巫女のペンセはテナーの唯一の友だが、ペンセは彼女との会話で大王の神性を信じていないことを明らかにする。これにより、驚いたアルハに新たな視点がもたらされる。彼女が感じたことは次のように語られている。
これについて清水は、ペンセはアルハが信じ込んでいる世界に初めてヒビを入れたと述べている。
さらにテナーは、コシルが名なき者たちに歯向かう言葉を聞き、にもかかわらず名なき者たちがコシルを罰しないのを見て、自分の信仰に疑問を抱く。
ゲドは彼女のこうした思考を促進させる役割を果たす。なぜなら、ゲドは男性で、肌は褐色、テナーとはまったく異なる世界観を持っているという、彼女にとって異質な存在だからである。
ゲドと話した彼女は、名なき者たちに力があるとしても、それが崇拝に値するのかと怪しみ始め、名なき者たちや自分が教えられてきたことへの信頼が揺らぎだす。
また、教義に従えば邪悪な存在でありそれしか見出だせないはずのゲドに対して、彼女はその代わりに光と愛を見出す。これもまた彼女の信仰への異議となった。

### ジェンダーと権力
ジェンダーと権力の関係は、『こわれた腕環』を貫くテーマである。ル＝グウィン自身は、本作のテーマを「性」だと述べているが、批評家はこの発言を性的な肉体関係ではなく、思慕あるいは肉体関係の潜在的な認識だと解釈している。
墓所での巫女の役割は、カルガドにおける女性の社会的役割に似ている。巫女たちは表向き宦官の使用人や男性の看守に守られているが、墓所は刑務所同様であり、女性たちは社会から隔離されている。墓所の地下迷宮は、カルガド人の女性たちが送っていたであろう人生の墓場として表現されている。
巫女たちはこの状況を内面化しており、さらにそれを強要すべく行動する。コシルの残酷さはその現れである。
このような環境下では、テナーの人としての成長は『影との戦い』のゲドのように、自分自身の選択によってなされることはなく、彼女の成人は強いられたものとなる。
教養小説では、一般に男性の登場人物が社会的に求められている人格を持つべく成長するが、それとは対照的にテナーは女性であり、彼女が成人するには、家父長的なカルガド帝国に抗わなければならない。テナーはゲドのような魔法使いや次作『さいはての島へ』の主人公アレンのような君主にはならないが、それにもかかわらず、彼女の成長過程は彼らよりも革命的だとカミンズは論じている。
彼女は単に巫女としての役割からでなく、自分自身のために自分を大切にすることを学ぶ。その過程で彼女はゲドの助けを得る。ゲドはテナーを力ある人物と見なしており、彼女が気づくことができない選択肢を見出す手助けをする。
物語が進むにつれて、彼女は自分の本当の力が、大巫女の転生としての権威ではなく、地下迷宮と墓所から去る決断を下すことができる能力であることに気づく。ここでル＝グウィンは、真の力とは権威や支配ではなく、信頼と協力だということを示唆している。
カルガド地方とアースシーの他の地域との文化の違いについて、ル＝グウィンは「繊細」に描いたと称賛され 、またジェンダーの表現については「女性らしさの重要な探求」だと見なされた。
とはいえ、『こわれた腕環』を含め『ゲド戦記』シリーズの初めの三作でのル＝グウィンのジェンダーの扱いについては疑問視する批評もあり、アースシー世界における男性優位モデルを永続化するものという指摘がなされている。アチュアンの墓所での病的なカルト描写は、『影との戦い』で描かれたローク学院の道徳的優位を補強しているが、この学院は男性のみで成立・運営されている。
フェミニストの文学者の中には、『こわれた腕環』が女性カルトの「弾圧」を描いていると批判する者もいる。他の文学者たちはこれに異論を唱えており、問題の「カルト」は邪悪なものとして表現されており、しかも自由意志から生じたものでもなく、すでに男性の王の意志に従属していたものだと主張している。
『こわれた腕環』の出版から数十年後、ル＝グウィンは、『en:The Eye of the Heron（サギの目）』を、男性の主人公ではない最初の小説だと考えていると述べた。批評家たちはこれについて、ル＝グウィンが『こわれた腕環』を男性中心の作品として位置づけていたことの表明だと解釈した。

## 文体と構造
『ゲド戦記』シリーズのはじめの三部作は、第一作がゲド、第二作がテナー、第三作がアレンという各巻で異なる人物のための教養小説となっている点でテーマが共通している。
『ゲド戦記』シリーズの物語の構造は多くの点で典型的なファンタジーだが、このジャンルの類型を覆したとも評されている。
テナーを除くと、物語の主人公たちはより伝統的な白人のヒーローではなく、みな浅黒い肌をしている。
『こわれた腕環』では、少女の成長を詳細に描いており、作品が書かれた当時のファンタジーの書き手としては異例の選択である。
ル＝グウィンが『ゲド戦記』シリーズ三部作で採用した叙述形式は、文学者のマイク・キャデンによって「自由間接話法」と表現されている。これは主人公の感情と叙述を切り離さない手法で、叙述は登場人物に寄り添いながら、直接話法に特徴的な登場人物の考えや感情に対する疑いを取り除く。
『こわれた腕環』では、物語の大半がテナーの視点から語られる。読者はテナーの目を通じて地下墳墓での彼女の恐怖を理解することで、彼女への共感が生まれる。
キャデンは、この手法は若い読者を登場人物に感情移入させる点でヤングアダルト文学に効果的である一方、大人の読者は異なる状況を読み取る可能性があると指摘している。
物語の序盤で語られるのは、墓所の文化とそれを通じてカルガド地方全体の文化についての人類学的な概観である。
カルガドの地では人々の真の名は特別な意味を持たないが、多島海の他の地域では、名のあるものに対する力が与えられることが読者に示される 。
テナーが自分の真の名を取り戻す決定的な瞬間は、宮崎駿のアニメ映画『千と千尋の神隠し』（2001年）など他の作品に影響を与えた。
文学者らはカルガド人の文化の描写について、とくに崇拝に対して何の見返りも与えない墓所の力は、ル＝グウィンの宗教に対する微妙な批判だと述べている。
また物語の序盤の大部分は、墓所という変化のない世界でテナーが生活を送る描写である。ゲドの登場は物語の転換点であり、ここから先は変化の可能性が模索され、小説の内的世界にさまざまな視点を導入する。
『ほんとうのゲド戦記』の著者本橋哲也（1955年 -）は、ゲドが迷宮に侵入したことによって、アースシーをめぐる物語を支える二つの世界、光と闇、西方と東方、男と女が出会い、この出会いは次第に異なる価値観の対話と融和へと導かれていくと述べている。
さらに、ハード語圏とカルガド人の生活圏の違いを一言で表せば「魔術世界」と「宗教世界」であり、対照的な二つの世界を横断するテナーのようなカルガド出身の人間がアースシーをめぐる物語全体の大きな鍵となっていくと述べている。
『こわれた腕環』の地下迷宮は、主人公が変貌を遂げる夢の世界の概念として、ル＝グウィンの多くの作品と比較されている。
例えば、『こわれた腕環』とル＝グウィンのもう一つのファンタジー作品『始まりの場所』との類似が指摘されている。二つの作品はどちらも、ある種の迷宮に入り込んでしまった男性を主人公の女性が導くというストーリーを持つ。
また、『こわれた腕環』の地下迷宮に代表される「冥府下り」を含め、シリーズを通じてのゲドの旅は、伝統的で英雄的な探求になぞらえられてきた。それはアーサー・C・クラークの『都市と星』に登場するキャラクター、アルヴィンとも比較されている。
三重大学の宮地信弘は、地下世界はテナーの生を閉ざす牢獄の記号だが、同時にその牢獄を切り裂いて出ていくテナーの「子宮」の象徴でもあると述べている。また、松本は本作を濃厚な性的メタファーに満ちているとし、巨大な子宮を思わせる闇の世界でエレス・アクベの腕環が結合して一つになることについて、精子と卵子が受精する生殖のイメージにつながると述べている。